# Cúp quốc gia Scotland 1900–01
Cúp quốc gia Scotland 1900–01 là mùa giải thứ 28 của giải đấu bóng đá loại trực tiếp uy tín nhất Scotland. Chức vô địch thuộc về Heart of Midlothian khi đánh bại Celtic 4-3 trong trận Chung kết.

## Lịch thi đấu
| Vòng      | Ngày thi đấu đầu tiên | Số trận đấu | Số đội tham gia |
| --------- | --------------------- | ----------- | --------------- |
| Vòng Một  | 12 tháng 1 năm 1901   | 16          | 32 → 16         |
| Vòng Hai  | 26 tháng 1 năm 1901   | 8           | 16 → 80         |
| Tứ kết    | 16 tháng Hai 1901     | 4           | 8 → 4           |
| Bán kết   | 9 tháng 3 năm 1901    | 2           | 4 → 2           |
| Chung kết | 6 tháng 4 năm 1901    | 1           | 2 → 1           |

## Vòng Một
| Đội nhà               | Tỉ số  | Đội khách           |
| --------------------- | ------ | ------------------- |
| Ayr                   | 2 – 2  | Orion               |
| Celtic                | 1 – 0  | Rangers             |
| Clyde                 | 6 – 0  | East Stirlingshire  |
| Dundee                | 3 – 1  | Arthurlie           |
| Dundee Wanderers      | 0 – 3  | Abercorn            |
| Forfar Athletic       | 0 – 4  | Leith Athletic      |
| Heart of Midlothian   | 7 – 0  | Mossend Swifts      |
| Hibernian             | 7 – 0  | Dumbarton           |
| Kilmarnock            | 3 – 2  | Airdrieonians       |
| Greenock Morton       | 10 – 0 | Bo'ness             |
| Port Glasgow Athletic | 9 – 1  | Newton Stewart      |
| Royal Albert          | 1 – 1  | St Johnstone        |
| St Bernard's          | 5 – 0  | Partick Thistle     |
| St Mirren             | 10 – 0 | Kilwinning Eglinton |
| Stenhousemuir         | 1 – 3  | Queen's Park        |
| Third Lanark          | 5 – 0  | Douglas Wanderers   |

### Đá lại
| Đội nhà      | Tỉ số | Đội khách    |
| ------------ | ----- | ------------ |
| Orion        | 1 – 3 | Ayr          |
| St Johnstone | 2 – 0 | Royal Albert |

## Vòng Hai
| Đội nhà             | Tỉ số | Đội khách             |
| ------------------- | ----- | --------------------- |
| Ayr                 | 1 –3  | St Mirren             |
| Celtic              | 2 – 1 | Kilmarnock *          |
| Clyde               | 3 – 5 | Dundee                |
| Heart of Midlothian | 2 – 1 | Queen's Park          |
| Leith Athletic      | 0 – 3 | Port Glasgow Athletic |
| Greenock Morton     | 1 – 1 | St Bernard's **       |
| Royal Albert        | 1 – 1 | Hibernian             |
| Third Lanark        | 1 – 1 | Abercorn              |

- Match declared void as referee not present.
  - Trận đấu bị hủy bỏ

### Đá lại
| Đội nhà         | Tỉ số | Đội khách    |
| --------------- | ----- | ------------ |
| Celtic          | 6 – 0 | Kilmarnock   |
| Greenock Morton | 3 – 1 | St Bernard's |
| Abercorn        | 0 – 1 | Third Lanark |
| Hibernian       | 1 – 0 | Royal Albert |

## Tứ kết
| Đội nhà               | Tỉ số | Đội khách           |
| --------------------- | ----- | ------------------- |
| Dundee                | 0 – 1 | Celtic              |
| Hibernian             | 2 – 0 | Greenock Morton     |
| Port Glasgow Athletic | 1 – 5 | Heart of Midlothian |
| St Mirren             | 0 – 0 | Third Lanark        |

### Đá lại
| Đội nhà      | Tỉ số | Đội khách |
| ------------ | ----- | --------- |
| Third Lanark | 1 – 1 | St Mirren |

### Đá lại lần 2
| Đội nhà   | Tỉ số | Đội khách    |
| --------- | ----- | ------------ |
| St Mirren | 3 – 3 | Third Lanark |

### Đá lại lần 3
| Đội nhà   | Tỉ số | Đội khách    |
| --------- | ----- | ------------ |
| St Mirren | 1 – 0 | Third Lanark |

## Bán kết
| Đội nhà             | Tỉ số | Đội khách |
| ------------------- | ----- | --------- |
| Celtic              | 1 – 0 | St Mirren |
| Heart of Midlothian | 1 – 1 | Hibernian |

### Đá lại
| Đội nhà   | Tỉ số | Đội khách           |
| --------- | ----- | ------------------- |
| Hibernian | 1 – 2 | Heart of Midlothian |

## Chung kết
| Heart of Midlothian | 4 – 3 | Celtic |
| ------------------- | ----- | ------ |
|                     |       |        |